# Gumbostrand Konst & Form

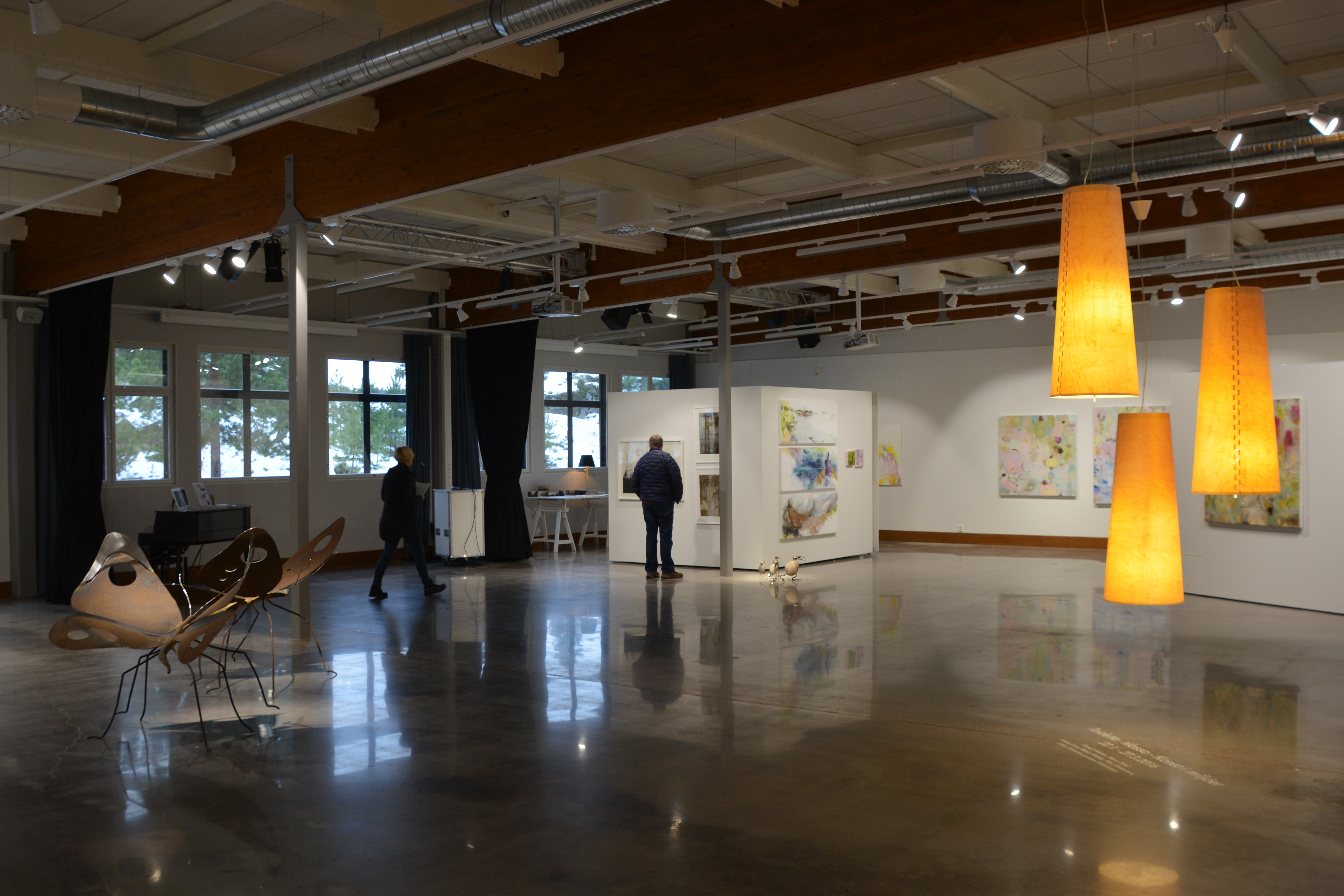
Utställningslokalen i Gumbostrand Konst & Form.

Gumbostrand Konst & Form är en privat finländsk konsthall och designbutik i Gumbostrand i Sibbo kommun.
Gumbostrand Konst & Form ligger i en tidigare, av Oy I.K. Hartwall Ab ägd fabrik för tillverkning av metalldetaljer till porslinsflaskkorkar, som uppfördes på 1950-talet.
Den innehåller utställningslokaler för konst och konsthantverk, en formgivnings- och inredningsbutik och en restaurang.